# Otto Friedrich Vossler
Otto Friedrich Vossler, ab 1882 von Vossler (* 9. Oktober 1831 in Tübingen; † 31. Mai 1906 in Stuttgart) war ein deutscher Agrarwissenschaftler, Hochschullehrer für Landwirtschaft und Direktor der Landwirtschaftlichen Akademie Hohenheim.

## Leben und Wirken
Vossler war ein Sohn des württembergischen Obertribunalrats Christian von Vossler (1786–1866) und dessen Ehefrau Luise, geb. Schüle. Er war ab 1860 Rentamtmann der Herrschaft Plettenberg bei Dotternhausen im Dienste des Freiherrn G. von Cotta. Im Jahr 1864 wurde er als Professoratsvertreter nach Hohenheim für den erkrankten Eduard Hiller berufen und nach einem Jahr zum ordentlichen Professor für Landwirtschaft ernannt.
Im Jahr 1884 wurde er zum Direktor der Landwirtschaftliche Akademie Hohenheim ernannt und behielt diese Stelle bis zur Emeritierung im Jahr 1896. Er starb 1906 in Stuttgart und fand seine letzte Ruhestätte auf dem dortigen Fangelsbachfriedhof.
Der Romanist Karl Vossler war sein Sohn, der Historiker Otto Vossler sein Enkel.

## Auszeichnungen
Vossler wurde 1882 mit dem Ritterkreuz erster Klasse des Orden der Württembergischen Krone ausgezeichnet, welches mit dem persönlichen Adelstitel (Nobilitierung) verbunden war. 1889 erhielt er die Krone zum Ritterkreuz.

## Publikationen (Auswahl)
- Die Begründung der landwirtschaftlichen Bodenkunde durch die heutige Geognosie, 1869.
- Die Fortschritte auf dem Gebiet der landwirtschaftlichen Pflanzenproduktion seit den letzten 10 Jahren, 1872.
- Mitteilungen aus Hohenheim, 1887.